# Крицман, Лев Натанович
Лев Ната́нович (Ну́синович) Кри́цман (23 мая (4 июня) 1890, Одесса, Херсонская губерния, Российская империя — 17 июня 1938, Москва) — советский экономист. Директор института сельскохозяйственной экономики. Заместитель председателя Госплана СССР.

## Биография
Родился 23 мая (по старому стилю) 1890 года в Одессе, в семье аккерманского мещанина, дантиста Нусина Ицковича Крицмана и Бейлы Крицман. В российском революционном движении с 1905 года, преследовался, эмигрировал. Окончил химический факультет Цюрихского университета.
После Октябрьской революции работал на руководящих должностях в государственном аппарате. Член РКП(б) с 1918 года. Член комиссии использования при ВСНХ РСФСР (затем СТО), Председатель Комиссии использования (1920—1921) при ВСНХ. Член президиума Госплана РСФСР (1921). С 1923 член редколлегии газеты «Правда», член президиума Коммунистической академии. С 1928 года директор Аграрного института Коммунистической академии; в 1926—1931 член коллегии, с 1928 заместитель управляющего Центрального статистического управления СССР, с 1928 года — заместитель председателя Комиссии по изучению аграрной революции в России, в 1931—1933 годах заместитель председателя Госплана СССР. С 1923 года — член президиума Коммунистической академии и организатор её аграрной секции
Доктор экономических наук. Работал в Институте сельскохозяйственной экономики (1925—1930 — директор), в Институте экономики РАНИОН (1925—1931), в Аграрном институте Комакадемии (1927—1931). Преподавал в Коммунистическом университете им. Я. М. Свердлова (1920—1924), в Институте красной профессуры (1921—1930), в Московском государственном университете (1923—1929).
В 1926—1929 годах ответственный редактор журнала «На аграрном фронте», член редакционной коллегии журнала «Проблемы экономики», член редколлегии БСЭ (1926—1936), редактор «Экономической энциклопедии»; главный редактор сборника «Материалы по истории аграрной революции в России» (1928). Основные научные работы посвящены вопросам развития и социалистической реконструкции сельского хозяйства, а также критике антимарксистских теорий в политэкономии.
Систематически выступал против теории А. В. Чаянова и семейно-трудовой школы. Ратовал за обоснование трехзвенной схемы дифференциации крестьянства (бедняк— середняк — кулак, ставшей одной из основ политики раскрестьянивания в 1929—1933 годах.
В книге «Героический период великой русской революции» дал подробный анализ хозяйственной системы военного коммунизма как прообраза светлого будущего России и мира.
Вопреки распространённой информации он не подвергался репрессиям, а умер вследствие продолжительной болезни, некролог в связи с кончиной подписали Е. С. Варга, А. М. Деборин, Г. М. Кржижановский, С. Г. Струмилин.

## Сочинения
Автор научных работ по проблемам планирования, организации и управления народным хозяйством, развития и реконструкции сельского хозяйства, по вопросам статистики. Исследовал процессы социально-экономического расслоения крестьянских хозяйств.
- Очерк хозяйственной жизни и организация народного хозяйства Советской России. 1 нояб. 1917 г. — 1 июля 1920 г. М., 1920 (в соавт. с Ю. Лариным).
- Единый хозяйственный план и Комиссия использования. М., 1921.
- Обществ. труд рабочего и единоличный (семейный) труд крестьянина. М., 1921.
- Новая экон. политика и плановое распределение. М., 1922.
- Сельское х-во на путях восстановления. М., 1925.
- Героический период великой русской революции (Опыт анализа т.н. военного коммунизма). М., Л., 1925 (переизд. 1926)
- Два года новой экономической политики пролетариата СССР. М., 1923.
- Три года новой экономической политики пролетариата СССР. М., 1924.
- Героический период великой русской революции. Опыт анализа так называемого «военного коммунизма». М., 1924.